# トラッドワイフ

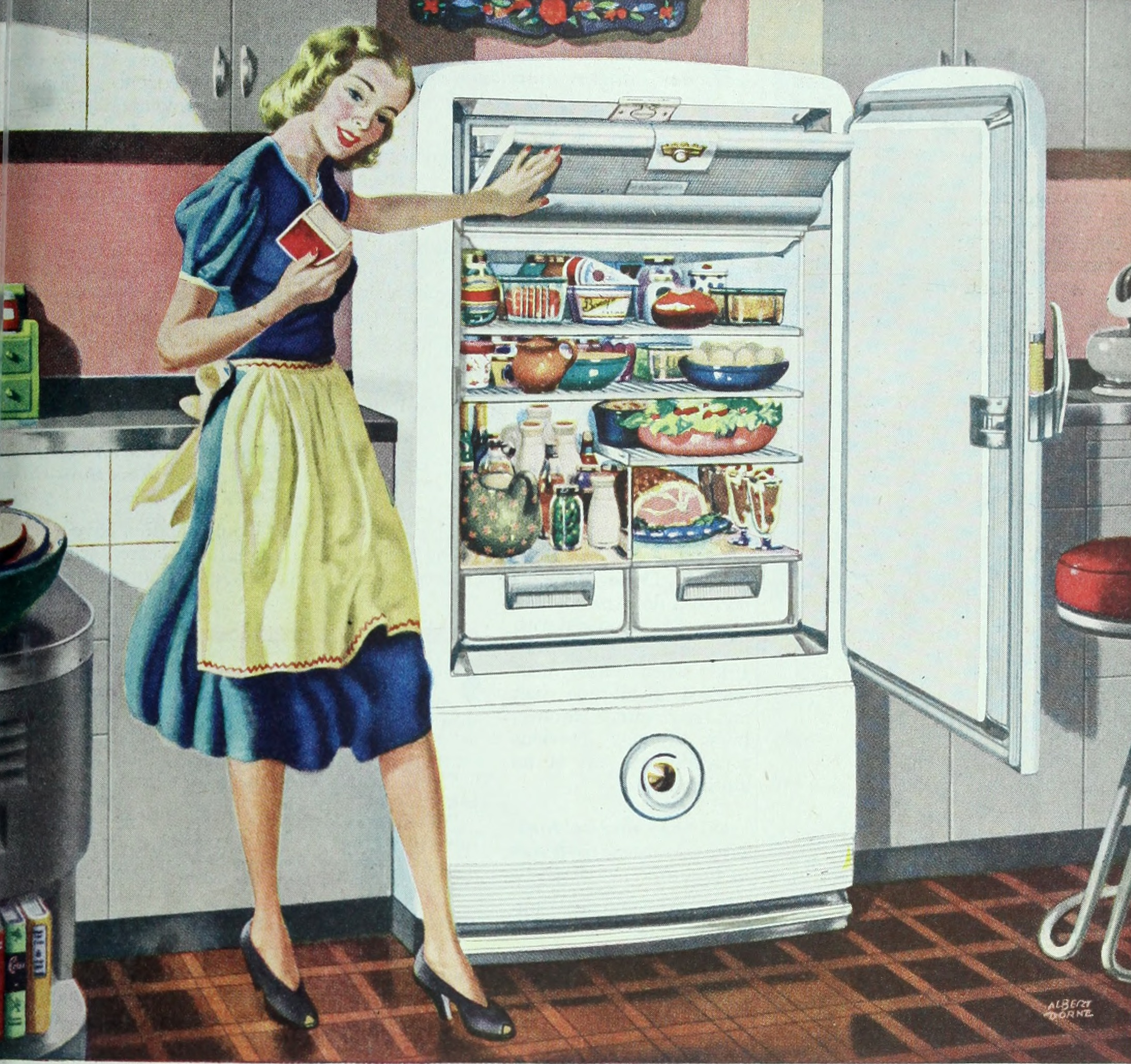
アメリカにかつてあった雑誌レディス・ホーム・ジャーナルに掲載された冷蔵庫の広告（1948年）

トラッドワイフ（英: tradwife）とは、欧米諸国で伝統的であった結婚生活の中で家事を担う役割（主に専業主婦）を現代でも選ぶことも、女性の権利であると信じている女性の総称。伝統的な妻 (traditional wife) または伝統的な主婦 (traditional housewife) が元である言葉。彼女らは現代の欧米文化における「専業主婦」への優越感を持つタイプのフェミニスト・「専業主婦」を異端視する現代の価値観に反発し、家族に集中するために職（特にフルタイム労働）を辞めることを選択したり、希望する。トラッドワイフ女性らは、働きたいタイプの女性の権利を奪おうとするのではなく、既婚女性が専業主婦になる選択が認められるべきだとの立場をとっている。現代でも結婚生活において昔ながらの既婚女性の役割を選ぶ権利があると考えている。仕事と家庭生活のバランスに悩むアメリカ人女性では｢トラッド・ワイフ｣がトレンドになっている。その代表的存在が元ミス・カナダのシンシア・ローウェンである。彼女は専業主婦になるために医学部で学位をとる計画をやめている。夫が家計を支え、妻である自分が家を守るという役割分担に満足しているというローウェンは、「やってみたら前よりとても幸せ」だと語っている。
Google Trendsによると「tradwife」というワードは2018年の半ばごろから人気が上昇しはじめ、それ以降もおもにソーシャルメディアなどインターネットを通じて拡散された。特にYouTubeとInstagramでは、理想の女性としてふるまうことの美徳をたたえる女性らが人気を博した。未婚シングルマザー労働者率の高い黒人女性にも現代フェミニズムに騙されているとの反発、専業主婦になりたい願望から共感が広がっている。

## トラッドワイフの美学・価値観
トラッドワイフを自認する女性は、夫を家計を支えるお金を稼いでくるという責任を負う立場に置き、妻（自身）は必要なだけの金を受け取る代わりに家事労働をするという分業夫婦であることを好む。アレナ・ペティット（Alena Pettitt）は、1990年代を「仲間外れにされて」過ごした感覚があり、「男とは戦おう、外に出よう、独立しよう、ガラスの天井を破ろう」という空気が好きではなかったと語っている。代わりにペティットは1950年代と60年代のテレビ番組を好んで観た、という。
夫が大黒柱だから、家族の面倒をみるのが彼の仕事。家計の大事なところを押さえているわけ。私がお金を使いたくなって、ソファーを買い替えたいといえば、夫は「ノー」という。家の中でも外でも、何が起こっているのかに目を光らせているのね。お金は渡してもらってるのよ。私の仕事は、家の消耗品に関することだから、その工面のためのお金はもらうのよ。そしてもし節約がうまくいけば、残ったものは何でも私のものというわけ。—テレビ番組「This Morning」で自分の立場について語るアレナ・ペティット
カトリック系の雑誌「America」によれば、トラッドワイフを信奉する女性は、ヴェールを被ることさえ受け入れる場合もあり、それがヴェールに執着する男性にとっての魅力を増すことにつながっている（カトリックの女性はヴェールを敬虔さと信心のあかしと考えることもある）。

## 反応
フェミニストでジャーナリストのウェンディ・スクワイアズは、トラッドワイフになることを選ぶことも女性の権利であると支持し、フェミニストの成功とは「選択する能力」を意味すると指摘し、彼女は下記のように選択者らを批判する者らを叱責している。
"「私たち女性が最もしてはならないことは、私たち(女性)の一部が優越感を持ち、他の女性を批判することです。女性を貶めることは家父長制の仕事であり、フェミニズムの仕事ではありません。」"
アメリカやイギリスで「トラッドワイフはオルタナ右翼や白人ナショナリズムとの関係する」との立場を取る人からは、フェミニストが表現するところの「有害な女性らしさ」、内面化されたセクシズムの一形態とみなされる意見がある。BBCの取材でトラッドワイフ自認女性らは自国の極右との自身の考えが関連付けられることを拒否している。
それでもニューヨークタイムズは、またオルタナ右翼的思想の男性にとって、トラッドワイフという概念は極右的な考えを女性を吹き込むための作戦だと主張している。ブレンダ・R・ウェバーは2019年の著書『Latter-Day Screens: Gender, Sexuality, and Mediated Mormonism』のなかで、「有害な女性らしさ」を同調圧力のせいで女性らしい性役割をかたくなに守ろうとする欲求をあらわす言葉としてもちいている。ウェバーによればこの欲求は、（ときに無意識のうちに）自分自身を無価値であると思う考え方や、常に人当りよく、親切で、かつ従順であれという要請を通じて強化されている。さらにウェバーによれば、こうした信念や切望感が生じるからといって、男性や少年の欲求や願望と切り離された「アプリオリに女性的なひとなどはいない」ということが示されている。ウェバーはこれらの規範のなかに「たいてい白人で中流階級の完全なヘテロセクシュアルで、基本的に政治については保守的である」人間が持つ、女性らしさへの願望を見出している。
2018年にニューヨーク・タイムズのコラムニスト、アニー・ケリーはトラッドワイフと白人至上主義の相似に注目しつつ、さらに白人女性が出生率の低下からさらに白人の子供を産むことを求められることに対応をみいだしている。出生率が下がっていることはアメリカやカナダ、イギリスなど特定の国での国勢調査から確かめられるが、政治学者のロバート・ペイプは、極右がこの人口統計を繰り返し持ち出すことで、 「グレート・リプレイスメント」あるいは「ホワイト・ジェノサイド」といわれる古くからある陰謀論が根強くなっていることを指摘している。同じく政治学者のホセ・ペドロ・ズケテも、極右が反ユダヤ人的陰謀論である「シオニスト占領政府」をアメリカにおける白人の人口減少を説明するために用いている、と述べている。
アメリカの詩人カター・ポリットもまた、白人の人口が減ることに対する不安を反中絶論を支持する白人の意識と結びつけている。さらに、学者のモニカ・トフトは何十年も白人の人口が減少し続けていることで、公教育の質が著しく落ちたこともあいまって、人々には過去への根拠のないノスタルジーを感じやすく陰謀論につけこまれる隙がうまれていると述べている。
セイワード・ダービーは2020年に著書『Sisters in Hate』のなかで、トラッドワイフであることの美学のはじまりについて論じていて、とくに自らをトラディショナルと認識する女性たちへの「インタビュー」をした。そして、一部の女性らは、白人至上主義、反ユダヤ主義、ポピュリズム、その他の超保守的な信念を含む、アメリカの政治的極右の教義を支持していると述べている。他の研究者らは、主に保守的ではあるものの、穏健派から極端なまでに及ぶ、トラドワイフの間で幅広い政治的見解を特定している。
トラディフの文化はフェミニズムと複雑な関係がある。選択者らに対して、批判するフェミニストだけでなく、前記のように自己は選ばないが尊重されるべき価値観の一つとして、ウェンディのような立場を取るフェミニストもいる。

トラッドワイフの美学の支持者は、現代フェミニズムを否定して、1950年代のもっとシンプルだった、家父長制の時代に戻ろうとしているだけだと言うこともあるが、あるフェミニストは、そもそも女性が家庭かキャリアかを選べるようにしたのがフェミニズムなのだと指摘している。
1955年でなく2015年に主婦でいられる自分がどれだけ幸運なのかをわかってるからこそ言っている。洗濯機や食洗器、スーパーマーケット、使い捨ておむつがなかったら、私はいまのように心から楽しんで家事をできただろうか？そんなはずがない。私がいまの主婦業が好きなのは、過去へのノスタルジーとは無関係で、そもそも昔だったら私がどういうライフスタイルだったかなんてわかりっこないけれど、女性たちは完璧なまでに埃まみれになった家のなかで静かに気が狂っていくところだったわけだ。いま私がジアゼパムなしで家事のプロを楽しめているのは、永遠に主婦でいなくてもいいとわかっているからでそれ以上でもそれ以下でもない。
ヘプシバ・アンダーソンは雑誌のProspectで、トラッドワイフの美学について「少数派とはいえ、率直に言って気味が悪い」動きだと表現した。

### 黒人女性・未婚女性に広まる共感や専業主婦願望
「トラッドワイフ」のほとんどは白人女性であるが、黒人女性にも増えてきている。2022年頃の女性、特に黒人女性は、フェミニズムや職業的野心に自分たちは「騙されてきた」と感じる人たちが多くなり、代わりに「女性の居場所は料理、掃除、子育てといった家庭にあるという考え」を支持することを選択するようになった。フェミニズム思想では、専業主婦よりも「キャリアの向上、個人の成長、経済的自立、一人暮らし」であることが尊ばれてきたが、欧米諸国民在住の女性に新たに支持される思想として、「トラッドワイフ」（伝統的妻・専業主婦）願望や思想が取って代わるものになってきている。特に伝統的な結婚・伝統的出産後生活が出来ていないタイプが多い黒人女性らは、過重労働・経済的不安の中で働きながら子育てをして生きることが普通とされる現行状態で感じているストレスから専業主婦になることは解放の鍵であると考えている。特にアメリカ合衆国では毎年産まれる新生児の約4割が未婚の母から生まれ、母子共に「暖かい家庭」というものを一度も経験したことがないことで夫・専業主婦と子供という伝統的家庭に羨望的になり、SNSでバズるようになってる。 